# Pakho Chau
Chau Pak-ho (en chino: 周柏豪), más conocido como Pakho Chau, es un cantante cantopop y compositor de Hong Kong. Entró oficialmente a la industria de la música de Hong Kong en 2007, firmó con el sello discográfico Warner Music Group, de Hong Kong.

## Biografía
Habiendo una vez representado a Hong Kong en un campeonato de baloncesto, Chau también ha trabajado como salvavidas y como profesor de piano. Chau también disfrutó de un breve período como modelo a tiempo parcial, firmó contrato con la agencia de modelajes de "Hong Kong Starz", convirtiéndose en un modelo y portavoz de muchas de las grandes empresas y marcas en su natal Hong Kong. 
Después de un tiempo, Chau decidió dedicarse por su pasión desde hace mucho tiempo para dedicarse a la música, ahorraba dinero para viajar al extranjero y aprender más de cerca de las técnicas de la música y producción. Sin embargo, él fue animado por su gerente para quedarse en Hong Kong. El pronto se presentó a un productor muy conocido en Hong Kong, Chan Kwong-Wing (陈光荣). Después de una reunión inicial, Chau trabajó en un estudio de grabación de Chan, como ingeniero sin pagar por casi dos años, incursionó en la grabación y producción de demos y jingles comerciales. 
Su talento musical fue descubierto por Chan, pronto a Chau se le ofreció un contrato para ingresar a los estudios de grabación y firmó contrato con los sellos Warner Music Group en 2007.

## Discografía

### Álbumes
- 7 de noviembre de 2007 - Beginning
- 21 de agosto de 2008 - Continue
- 10 de julio de 2009 - Follow
- 20 de agosto de 2010 -  [Remembrance]
- 12 de enero de 2012 -  [Get Well Soon]
- 18 de diciembre de 2012 -  [Imperfect Collection]
- 30 de agosto de 2013 -  [8]

## Filmografía

### Películas
- Shrek tercero como la voz de "Gingerbread Man", en la versión cantonesa (2007)
- Love Is Elsewhere (愛情萬歲) como "Joe Yeung" (2008)
- 10 Promises To My Dog (我和尋回犬的十個約定) as the voice of "Yuichi", in the Cantonese version (2008)
- Madagascar 2: Escape de África como la voz de "Moto Moto", en la versión cantonesa (2008)
- Basic Love (愛情故事) (2009)
- Out Of Proportion (玩大咗) (2009)
- Seven 2 One (關人7事) (2009)
- Split Second Murders (死神傻了) (2009)
- I Corrupt All Cops (金錢帝國) (2009)
- Once a Gangster (飛砂風中轉) (2010)
- The Way We Were (2011)
- Hong Kong Ghost Stories (猛鬼愛情故事) (2011)
- Lan Kwai Fong (喜愛夜浦) (2011)

### Televisión

#### 2008
- This Is My Home (我是香港人) as Ah Siu

#### 2009
- ICAC Investigators 2009 (廉政行動2009) as 周栢堅 (Kenny)

### Other Appearances

#### 2003
- Wildchild (野仔) - Zhang Mou (張某)

#### 2004
- Monie Tung (董敏莉) - Men And Women Eating (飲食男女), Pool Party (池畔派對)
- Stephanie Cheng (鄭融) - Popular Applause (叫好叫座)
- Renee Dai (戴夢夢) - Witness (當事人)

#### 2005
- Hong Kong Baptist University Film And Television Works Masters Degree production - Life In The Works (活在筆下)

#### 2007
- Elanne Kong (江若琳) - Wrong Love (錯愛)

#### 2010
- Shiga Lin (連詩雅) - I Don't Wanna Be Lonely

## Premios

### 2007
- Commercial Radio Hong Kong - "Best New Male Singer" - Silver Award
- Radio Television Hong Kong - "Most Promising Newcomer" - Silver Award
- Sina Music - "My Favourite New Male Singer" - Gold Award
- Metro Broadcast Corporation Limited - "New Male Singer"
- Yahoo! Search Popularity Award - "New Male Singer"
- RoadShow Music Awards - "RoadShow Best New Male Singer"

### 2008
- Radio Television Hong Kong - Ten Best Chinese Songs - Song Award for "Nothing Done" (一事無成)
- Jade Solid Gold Top 10 Awards - Most Popular Duet (Gold Award) - Song Award for "Nothing Done" (一事無成)
- Metro Broadcast Corporation Limited - Best Song - Song Award for "Nothing Done" (一事無成)
- Jade Solid Gold Song Elections, First Round - Song Award for "Six Days" (六天)
- Jade Solid Gold Song Elections, Second Round - Song Award for "Nothing Done" (一事無成)
- Gold Song Kings - "Hong Kong's Most Promising Male Newcomer"
- Children's Songs Solid Gold - Gold Song Award for "Oh" (哦)
- Yahoo! Music - Best Duet Song - Song Award for "Nothing Done" (一事無成)
- Sina Music - Best Duet Song - Song Award for "Nothing Done" (一事無成)

### 2010
- Commercial Radio Hong Kong Ultimate Ten Song Chart - Sixth Place Award for "Prince and the Pauper" (乞丐王子)

## Logros

### 2003
- K2 - advertisement
- S. Square - advertisement
- Sony - advertisement
- Just Diamond - advertisement

### 2004
- Nike League - advertisement
- Coca-Cola - advertisement
- Hong Kong Driving School - advertisement

### 2005
- Champion clothes - spokesperson

### 2006
- K2 - advertisement
- Pizza Hut - advertisement

### 2007
- Converse - advertisement
- Indu Homme Menswear - advertisement
- GP Wedding - advertisement
- Puma Casual Wear - advertisement

### 2008
- Online Game "Dance Mission" - spokesperson
- Neway Karaoke - advertisement
- MOOV.com - advertisement
- Levi Strauss & Co. - advertisement
- Clinique Men's Skincare - advertisement
- ODM Watches - advertisement

### 2009
- adidas - advertisement